# Reliquias de los santos segovianos

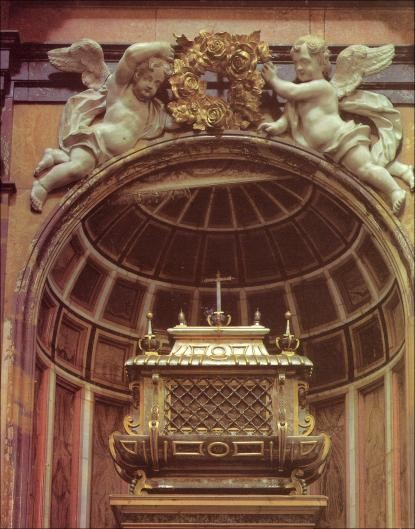
Urna que custodia las reliquias de los tres santos hermanos, localizada en la hornacina central del retablo de los santos segovianos en la catedral de Segovia.

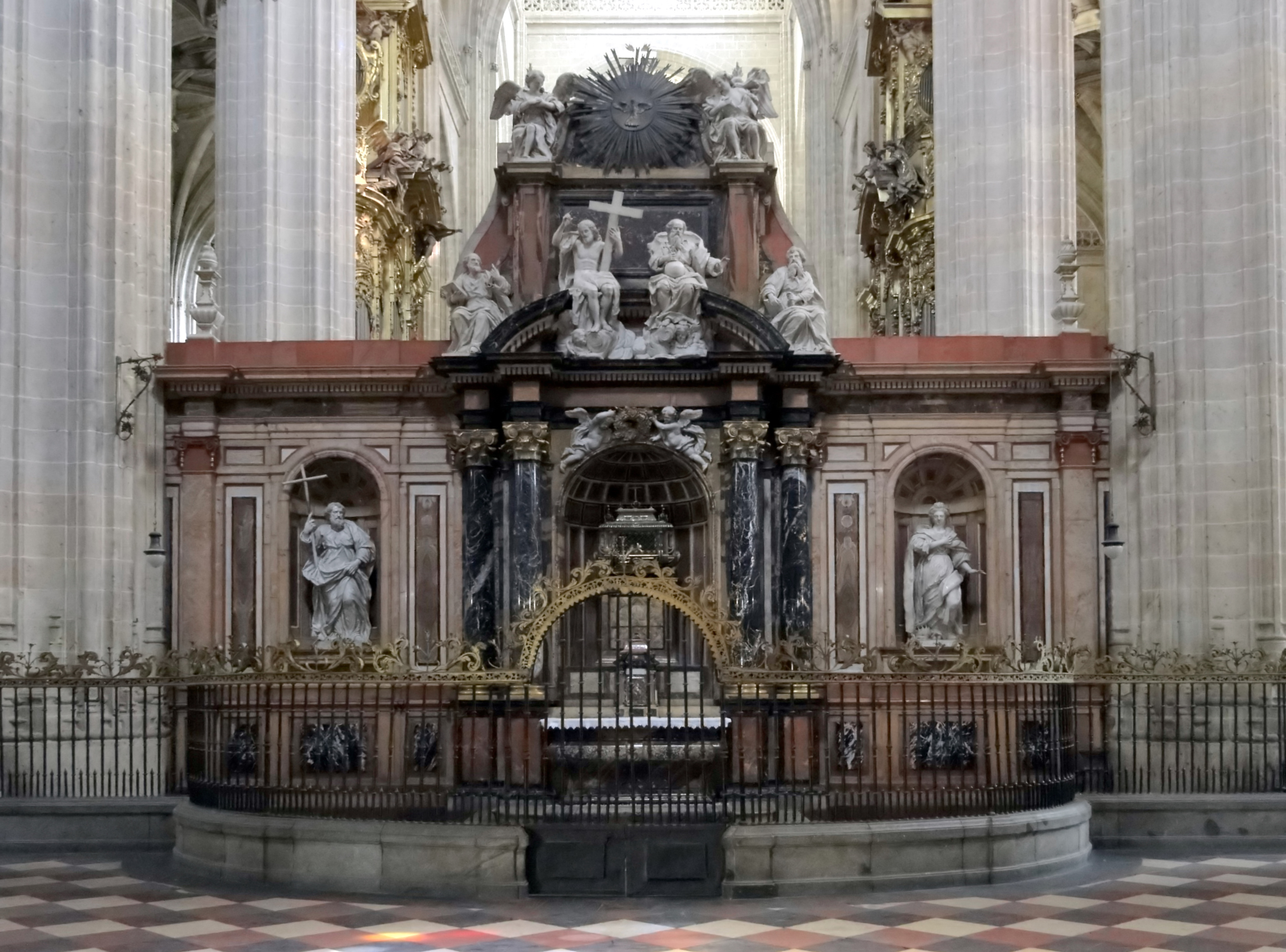
Vista del retablo de los santos segovianos en la catedral de Segovia, donde se custodian las reliquias.

Las reliquias de los santos segovianos son parte de los restos mortales que se conservan de los tres hermanos naturales de la ciudad de Segovia llamados san Frutos, san Valentín y santa Engracia. Están custodiadas en un arca de bronce y plata sobredorada que preside el retablo de los santos segovianos ubicado en el trascoro de la catedral de Segovia, realizado por el arquitecto Ventura Rodríguez en 1784 en mármoles de varios colores y bronce.

## Historia
Habiendo quedado huérfanos, los tres hermanos se retiraron a las Hoces del Duratón en busca de soledad y espiritualidad. Allí permanecen hasta que el mayor de los hermanos, san Frutos, fallece en el año 715, siendo enterrado en una de las paredes de la ermita de su nombre. Sus hermanos se trasladaron entonces a Caballar, donde posteriormente son decapitados por los musulmanes en una de las campañas contra el cristianismo. Tras el suceso, el pueblo trasladó los cuerpos de los hermanos junto al de san Frutos, a excepción de sus cabezas, que fueron veneradas en el municipio.
En el año 1125, el obispo Pedro de Agén, que gobernó la diócesis de Segovia entre 1112 y 1149, decidió trasladar los restos de los hermanos a la antigua Catedral de Santa María de Segovia, donde fueron escondidos con tanto celo que con el paso del tiempo se perdió la memoria de su localización. Parece que el prior de San Frutos cedió únicamente parte de los huesos al obispo Pedro, quedando otros en el monasterio, e incluso otros donados a otras congregaciones.
Las reliquias donadas a la catedral continuaron desaparecidas en algún lugar del templo durante siglos hasta que el célebre Juan Arias Dávila, impulsor de la primera imprenta española, la imprenta de Segovia, puso todo su empeño en buscarlas hasta encontrarlas. Una vez recuperadas, fueron veneradas en la antigua catedral, y tras ser destruida en la Guerra de las Comunidades de Castilla, fueron trasladadas al trascoro de la nueva y actual catedral de Santa María de Segovia en el año 1558 siendo obispo Gaspar de Zúñiga y Avellaneda.
Cuando el rey Carlos III de España donó a la catedral el retablo de los santos segovianos que había ejecutado Ventura Rodríguez en 1784 para la capilla del Palacio Real de Riofrío, las reliquias se ubicaron con su urna en la hornacina central, donde son veneradas en la actualidad.